# フォックススタジオ・オーストラリア
ディズニー・スタジオ・オーストラリア（英: Disney Studios Australia）、以前はフォックススタジオ・オーストラリア（英: Fox Studios Australiaとして知られていた）とは、オーストラリアのニューサウスウェールズ州シドニーにあるウォルト・ディズニー・カンパニーの所有スタジオで、ウォルト・ディズニー・モーション・ピクチャーズ・グループに属する。

## 概要
フォックススタジオ・オーストラリアは、オーストラリアのシドニーにあるムーアパークエリアに位置する、大規模な映画の撮影現場である。スタジオが建てられる前この地域は、「シドニーショーグラウンド」という名称で発表されていた。
1998年5月の設立以来『マトリックス』、『ムーラン・ルージュ』、『ミッション:インポッシブル2』、『スター・ウォーズ エピソード2/クローンの攻撃』、『スター・ウォーズ エピソード3/シスの復讐』、『スーパーマン リターンズ』などアメリカの名作映画を製作してきた。 
シドニーの中心業務地区から約10分ほどで着き、約 132,000 m2 の敷地に建てられたこのスタジオは、8つのステージと制作スタジオ、60種類以上の独立した業務を担当する施設がある。
過去フォックススタジオ・エンターテイメント地区に指定されたスタジオの近隣地域には、レストラン、カフェ、ショップ、スポーツ施設などの余暇のための多くの施設が配置されており、現在では地域の名称がエンターテイメントクォーターに改名されている。
2022年10月10日に、スタジオは「フォックス」のブランドを廃止し、正式に「ディズニー・スタジオ・オーストラリア」に改名された。

## ディズニーによる買収
2017年12月14日、ウォルト・ディズニー・カンパニーは21世紀フォックス傘下の20世紀フォックスやテレビ製作部門である20世紀フォックステレビジョンおよびフォックス21 テレビジョン・スタジオ、ケーブル放送事業のFXおよびナショナルジオグラフィックチャンネルなどを買収することを発表した。2019年3月20日、買収は正式に完了し、最大4000人がリストラされることが決定し、その後リストラされた。

## テーマパーク展開
フォックススタジオ・バックロットは、ユニバーサル・スタジオ・ハリウッド、ユニバーサル・スタジオ・フロリダ（ユニバーサル・オーランド・リゾート）、ディズニー・ハリウッド・スタジオ（ウォルト・ディズニー・ワールド・リゾート）をモデルに開発、設計された。
以前は単にフォックス側から「フォックススタジオ・エンターテインメント・プロジェクト」として発表され、1999年11月7日にテーマパークが開園した。パーク内には、レストランやカフェ、複合商業施設、娯楽施設、スポーツ施設などがある。なお、フォックススタジオ・バックロットは2001年に閉園している。

## 映画権利
フォックススタジオ・オーストラリアは、ニューサウスウェールズ州政府から21世紀フォックス（ニューズ・コーポレーション）に99年間賃借する条件で所有権が譲渡された。

## 映画作品
- ダークシティ（1998）
- ベイブ/都会へ行く（1998）
- マトリックス（1999）
- ホーリー・スモーク（1999）
- ミッション:インポッシブル2（2000）
- ムーラン・ルージュ（2001）
- La Spagnola（2001）
- スター・ウォーズ エピソード2/クローンの攻撃（2002）
- 愛の落日（2002）
- マトリックス リローデッド（2003）
- カンガルー・ジャック（2003）
- マトリックス レボリューションズ（2003）
- The Night We Called It a Day（2003）
- スター・ウォーズ エピソード3/シスの復讐（2005）
- マスク2（2005）
- ステルス（2005）
- スーパーマン リターンズ（2006）
- オーストラリア（2008）
- ウルヴァリン:X-MEN ZERO（2009）
- Accidents Happen（2009）
- トゥモロー 僕たちの国が侵略されたら（2010）
- ハッピー フィート2 踊るペンギンレスキュー隊（2011）
- 華麗なるギャツビー（2013）
- ウルヴァリン:SAMURAI（2013）
- LEGO ムービー（2014）
- キング・オブ・エジプト（2014）
- マッドマックス 怒りのデス・ロード（2015）
- ハクソー・リッジ（2016）
- エイリアン: コヴェナント（2017）
- レゴバットマン ザ・ムービー（2017）
- レゴニンジャゴー ザ・ムービー（2017）
- ピーター・ラビット（2018）
- レゴ ムービー 2（2019）